# Селинунт
Селину́нт (др.-греч. Σελινοΰς, лат. Selinus, итал. Selinunte) — античный город в Италии, на южном берегу Сицилии (провинция Трапани). Основан греками в 628 году до н. э. Ныне на месте Селинунта находится деревня Кастельветрано.

## Краткая характеристика
Селинунт являлся одним из значительнейших греческих городов на южном берегу Сицилии. Основанный мегарскими колонистами в 628 году до н. э. он пережил свою метрополию. Селинунт был самым западным пунктом греческой части острова на юге и граничил с финикийскими владениями. Имя Селинунт — финикийского происхождения; сами селинунтцы производили имя города от названия сельдерея (др.-греч. σέλινον), в изобилии произраставшего в окрестностях Селинунта, и помещали изображение этого растения на своих монетах. Селинунт был основан в той части южного берега Сицилии, откуда виден весь морской путь от Сицилии к Африке. Оттого стратегическое значение Селинунта во время войн греков и впоследствии римлян с карфагенянами было весьма велико.

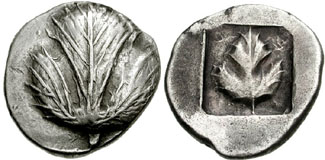
Сельдерей на монетах Селинунта

В VI в. до н.э. известен тиран Ферон, сын Мильтиада. После него известны тираны - Пифагор и Эврилей.
В центре города стоял акрополь, вокруг которого была построена стена. Селинунт имел две искусственные гавани, из которых главной была Мазара — укрепление и, вместе с тем, складочное место товаров в восточной части Селинунтской области. Климат Селинунта был нездоровый, так как долины двух рек, пересекавших город, отличались вредными испарениями; только благодаря мерам философа Эмпедокла удалось оздоровить и очистить речную воду. Город был украшен многочисленными храмами, великолепными постройками и произведениями скульптуры; по развитию архитектуры и ваяния он не уступал первостепенным городам греческого мира. Художественные памятники Селинунта, находимые в его развалинах и при раскопках, дают понятие о постепенном развитии греческого искусства, начиная с неуклюжих архаических построек и статуй и кончая совершенными образцами Фидиева искусства. К древнейшим памятникам относятся храмы акрополя, от которых сохранились грубые метопы.
Жизнь Селинунта прошла в борьбе с местным народом — элимцами, которые поначалу заключили союз с афинянами, однако сицилийская экспедиция 415—413 гг. закончилась разгромом. Затем элимцы заключили союз с карфагенянами, которые считали Селинунт весьма важным местом высадки и со времени первых столкновений с греками избрали его операционной базой. В 408 году до н. э. Селинунт был разорен карфагенянами; во второй раз он был разрушен в 249 году до н. э., причем оставшиеся в живых жители города были переведены в Лилибей. Ок. 305 г. до н.э. ненадолго вошёл в состав Сицилийской державы Агафокла. В третий раз Селинунт был уничтожен в 827 году, сарацинами.
Сохранившиеся руины храмов обозначают условно латинскими буквами: на акрополе — A (490–460 гг. до н. э.), B (ок. 250 г. до н. э.), C (580–570 гг. до н. э.), D (ок. 540 г. до н. э.), O (490–460 гг. до н. э.); к востоку от акрополя — храмы E (середина V в. до н. э.), F (конец VI века до н. э.) и G (530–409 гг. до н. э.), и др. 
Большинство храмов Селинунта — дорические периптеры. Наиболее ценные артефакты хранятся в Национальном археологическом музее Палермо и в Городском музее Кастельветрано.